# Папуина прекраснейшая
Папуина прекраснейшая, или папуина красивейшая, или папуина благородная (лат. Papustyla pulcherrima) — вид сухопутных лёгочных улиток из семейства Camaenidae подотряда Stylommatophora (Стебельчатоглазые). Эндемик острова Манус (Папуа — Новая Гвинея). Вид включен в Красную книгу МСОП, где ему присвоен статус «Near Threatened». За свою необычно яркую для сухопутных улиток окраску данный вид порой называют «драгоценностью острова Манус».

## Описание

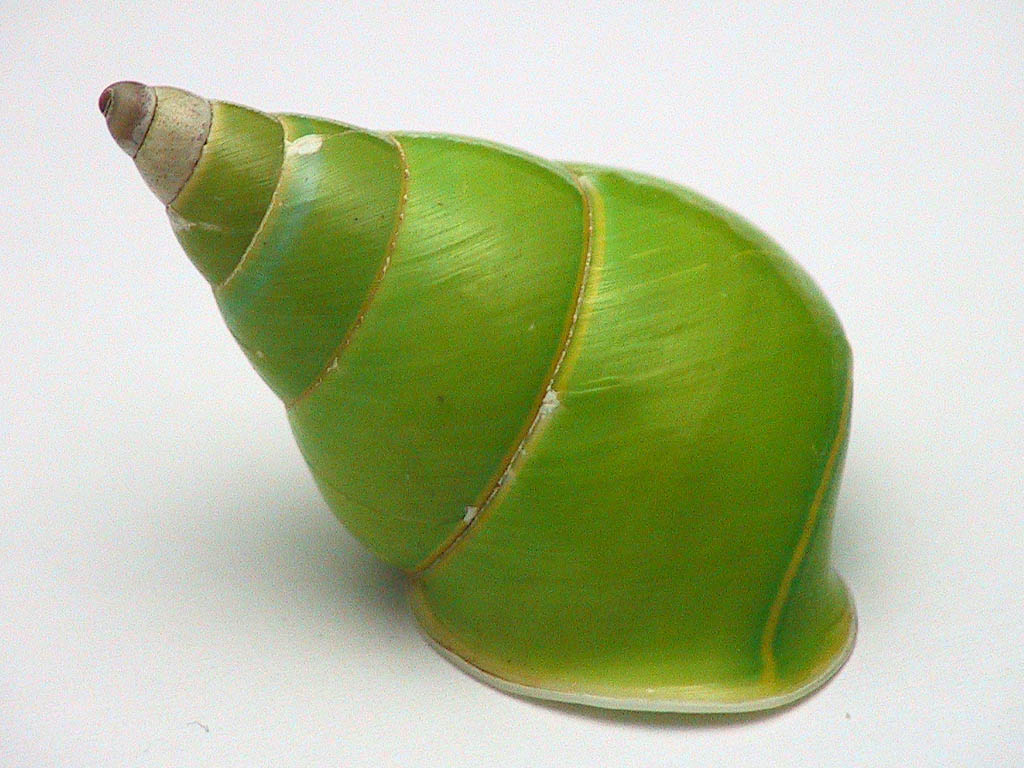

Размер раковины — 38—42 мм. Раковина относительно крепкая, кубаревидно-конической формы с заострённым завитком. Наружная поверхность раковины гладкая. Общая окраска раковины — зелёная с тонкой жёлтой полоской, расположенной на периферийной части каждого оборота. Зелёный цвет придаёт раковине периостракум, тонкий наружный слой, состоящий из белка конхиолина. Под периостракумом раковина моллюска имеет жёлтый цвет. Устье округло-квадратное, изнутри ярко-белого цвета, с отогнутой внешней губой.

## Ареал
Вид является эндемиком острова Манус в Папуа-Новой Гвинеи, также имеется сообщение о находке вида на соседнем острове Лос-Негрос.
Ареал на острове Манус весьма сильно фрагментирован — известно всего лишь 12—13 разрозненных мест обитания вида. Вид приурочен к горным влажным тропическим лесам и некоторым лесным садам и плантациям (например, к таким, где выращивают саговые пальмы). Гораздо реже встречается в низинах и лесных районах с высокой плотностью населения человека.

## Биология
Моллюски этого вида преимущественно ведут древесный образ жизни и селятся в трещинах древесной коры, могут также встречаться в лесной подстилке. Основу рациона составляют различные лишайники.

## Численность и охрана
Популяция не подвержена значительным колебаниям, однако в ходе исследований, проведённых с 1998 по 2013 год, была выявлена стойкая тенденция к сокращению численности вида: за этот период она сократилась на 20 %. Причинами сокращения численности является уничтожение человеком природных мест обитания вида в результате вырубки лесов, развития плантаций (особенно каучуковых) и, в меньшей степени, строительства дорог. Увеличение роста численности населения и растущие потребности в получении денежных доходов от земли, вероятно, приведут к росту темпа деградации местных лесов в ближайшем будущем.
C 1930-х годов вид приобрёл широкую известность за пределами своего места обитания. Возрос спрос на раковины папуины, которые использовались, в частности, для изготовления украшений. Соответственно, резко возросли и объёмы экспорта раковин за пределы острова Манус. Это привело к тому, что в США на папуину прекраснейшую распространили действие Закона о видах, находящихся под угрозой исчезновения. В итоге она стала единственным видом брюхоногих моллюсков, который не обитает в США, но охраняется на территории этой страны со 2 июля 1970 года на федеральном уровне.
С 1975 года вид включен во II приложение СИТЕС, которое регулирует экспорт, реэкспорт и импорт видов животных в соответствии с Конвенцией о международной торговле видами дикой фауны и флоры, находящимися под угрозой исчезновения.
Вид включён в Красную книгу Международного союза охраны природы (IUCN), где ему в 2015 году был присвоен статус «Near Threatened» — вид, близкий к уязвимому состоянию.